# Честное волшебное
«Честное волшебное» — советский детский художественный фильм, снятый в 1975 году режиссёром Юрием Победоносцевым.

## Сюжет
Марина, девочка среднего школьного возраста, была очень легкомысленной по отношению ко всему и часто произносила фразу «Сойдёт и так».
Её маме это очень не нравилось и она в шутку объяснила девочке, что «Сойдёт-и-так» — это вредная и хитрая злая волшебница. Марина в самом деле встречается с этой волшебницей и решает избавиться от своей неряшливости и легкомысленности, в чём ей оказывают помощь мастер Звон, мастер Клей, Волк, Железняк и Чистая струйка.

## В ролях
- Ирина Фоминская — Марина
- Андрей Вертоградов — людоед
- Маргарита Жарова — фея
- Елена Санаева — злая волшебница Сойдёт-и-так
- Иван Косых — Булыжник, слуга злой волшебницы
- Артур Нищёнкин — Кварц, слуга злой волшебницы
- Юрий Чекулаев — Кремень, слуга злой волшебницы
- Александра Кудрявцева — Чистая Струйка
- Юрий Минин — Мастер Звон
- Дмитрий Орловский — мастер Клей
- Владимир Разумовский — Железняк
- Валерий Снегирёв — папа
- Тамара Совчи — мама
- Георгий Совчис — Волк
- Махмуд Эсамбаев — Огонь
- Николай Горлов — Козёл
- Яков Беленький — Клей Гуммиарабик
- Надежда Репина — Матушка Зима
- Юрий Сорокин — друг Марины с арбузом
- Светлана Харитонова — регистратор клиники Мастера Клея

## Съёмочная группа
- Режиссёр-постановщик: Юрий Победоносцев
- Оператор: Рагозин, Лев Николаевич
- Автор сценария и текстов песен: Вадим Коростылёв
- Композитор: Моисей Вайнберг